# Don-2N (radar)
Il Don-2N (in cirillico: Дон-2Н, nome in codice NATO: Pill Box) è un radar di preallarme a scansione elettronica passiva di fabbricazione sovietica, sviluppato negli anni settanta/ottanta e localizzato a Sofrino nella regione di Mosca è parte integrante del sistema ABM A-135 in cui presta servizio attivo dal 1996 per conto delle forze missilistiche strategiche della Federazione Russa.
Progettato per sorvegliare la capitale da attacchi avversari condotti con missili balistici intercontinentali, è in grado di monitorare lo spazio aereo sovrastante fino a distanze pari a 3.700 km, fornendo una copertura a 360° e garantendo l'operatività anche in caso di perdita della connessione con il proprio centro di comando e controllo.
Dimensionalmente, il Don-2N ha l'aspetto di un tronco piramidale alto 33 metri, con lati di 130 metri e 90 metri per la base inferiore e per quella superiore ed è dotato di quattro facce dal diametro di 18 metri ciascuna, gestite a loro volta da quattro supercomputer Elbrus-2 da dieci core l'uno.
Nel 1995, nel corso del programma internazionale ODERACS, è stato in grado di rilevare detriti spaziali del diametro di 5 cm a 800 km di distanza.
Un prototipo del radar, denominato Don-2NP, è situato nell'area di test di Sary-Šagan, in Kazakistan.
Al 2021, è in servizio attivo presso le forze armate della Federazione Russa.

## Storia
Nel 1968 fu pubblicato un progetto preliminare per una stazione centimetrica soprannominata Don.
Nel 1969 si iniziò lo sviluppo di un progetto preliminare del radar Don-N per un sistema di difesa antimissile a Mosca. A causa dei requisiti di progetto, al limite delle possibilità per la tecnologia l'epoca, contemporaneamente vennero avviati i lavori su un nuovo computer in grado di generare e gestire il segnale digitale del radar.
Nel 1973 fu rilasciato un progetto preliminare per Don-2N in cui il radar assunse l'aspetto di una piramide tronca. Nel 1974-1976 furono migliorati i metodi di elaborazione del segnale e nel 1978 iniziò la costruzione della stazione nei pressi di Sofrino.
Nella realizzazione, sono state utilizzate più di 30.000 tonnellate di metallo, 50.000 tonnellate di cemento, 20.000 km di cavi, centinaia di chilometri di tubi e più di 10.000 valvole in ghisa.
Nel 1980 sono iniziati i lavori di installazione, montaggio e messa in servizio delle apparecchiature.
Nel 1989 la stazione è stata accettata dalle forze armate e nel 1996 è stata messa in allerta come parte del sistema di difesa missilistica A-135.

## Operatori
Russia